# ウラル系民族

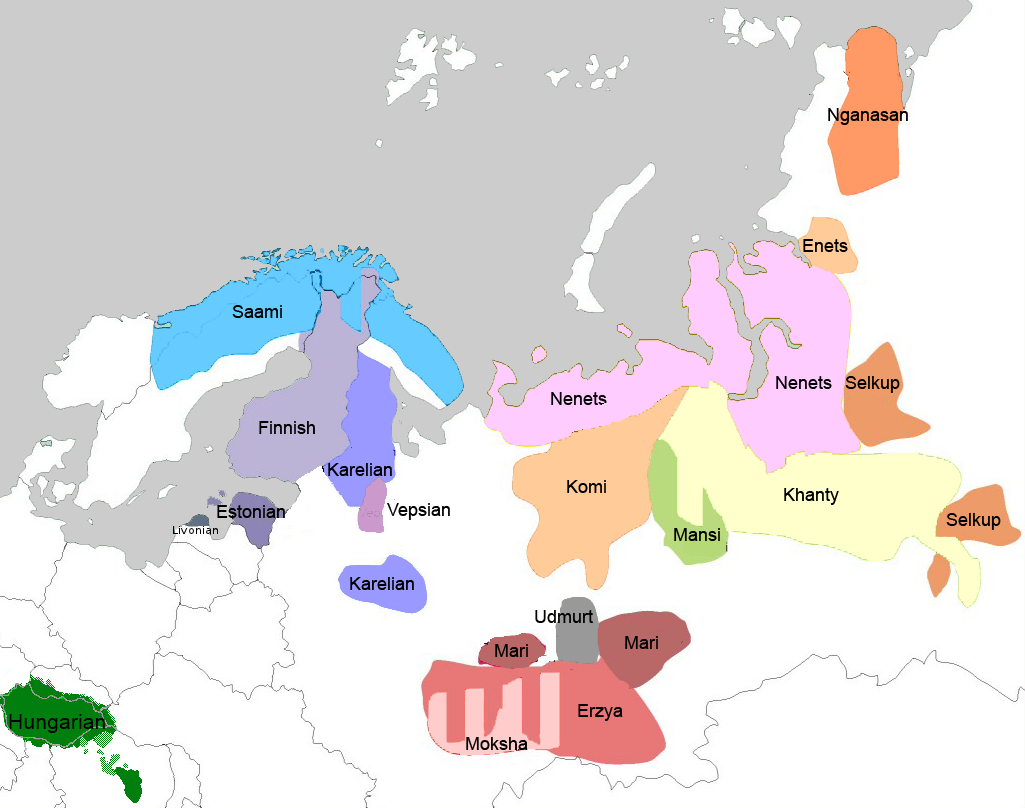
ウラル系諸族の分布

ウラル系民族（ウラルけいみんぞく）は、ウラル語族の言語を話す民族の総称。次のふたつの民族に大別される。
- サモエード系民族 - サモエード語派の言語を話す人々。
- フィン・ウゴル系民族 - フィン・ウゴル語派の言語を話す人々。

## 遺伝的特徴
ウラル系民族を特徴づける遺伝子はY染色体ハプログループN（厳密にはにN1a）である。このタイプは極北を中心に広く分布し、ほとんどのウラル系民族で高頻度に観察される。フィン・ウゴル系民族ではN1a1、サモエード系民族ではN1a2が高頻度である。ハプログループNは北東アジアから東アジア北部を起源とし、中国遼河文明時代人の人骨からも60％以上の高頻度で観察されている。
またmtDNAハプログループZは極北地域を中心にサーミ人、フィン人（スオミ人）、イングリア人、カレリア人、シベリア、北東アジア、中央アジア、朝鮮、日本などで観察されており、Y染色体ハプログループNと同じような流れが想定され、ウラル系民族の拡散との関連を示唆するものと考えられる。

## 形質人類学的特徴
ウラル系民族のうちサモエード系民族はモンゴロイド、フィン・ウゴル系民族のうちハンティ人、マンシ人などウゴル系民族はモンゴロイドとコーカソイドの混合型、フィン人（スオミ人）、イングリア人、サーミ人、エストニア人、カレリア人などバルト・フィン系民族はコーカソイドに属する。

## 考古要素
ウラル系民族、とりわけフィン・ウゴル系民族と関連する考古要素に櫛目文土器がある（櫛目文土器文化 (ヨーロッパ)）。この櫛目文土器の最古のものが遼河地域の興隆窪文化（紀元前6200年-紀元前5400年）の遺跡で発見されており、ウラル系民族と遼河文明の担い手集団の関連性が示唆される。櫛目文土器は朝鮮においても重要な要素であり（櫛目文土器時代）、朝鮮民族の基層はウラル系民族の可能性がある。

## 歴史
言語学的知見からは、サモエド祖語とフィン・ウゴル祖語の分岐年代はおよそ紀元前4000年ごろと考えられている。ウラル系民族の原郷はウラル山脈西部やサヤン地域とする説などがあるが、遼河文明の遺骨から高頻度のY染色体ハプログループN1*（N1の傍系タイプで、ウラル語族に関連するN1cの複数の姉妹型）が確認された。これはN1の多様性が遼河地域で高かったことを示しており、ウラル語族の原郷は遠く遼河地域まで遡る可能性もでてきた。
櫛目文土器は最古のものが紀元前6200年頃-紀元前5400年頃の興隆窪文化の遺跡から発見されており、その後アンガラ川上流域の遺跡で前5千年紀の層準より出土し、エニセイ流域のウニュク遺跡では前4千年紀終末～前3千年紀初頭、西シベリアの沿オビ地域では前4千年紀終末～前3千年紀後半から出土していること
から、ウラル系民族（特にフィン・ウゴル系民族
）は紀元前6000年頃より遼河地域から移動を開始し、紀元前4000年頃には西シベリア、ヨーロッパ北東部へ至ったものと推定される。
朝鮮半島では紀元前4000年から紀元前1500年にかけて櫛目文土器が発見されるほか、ウラル語族に広く見られる中舌母音[ɨ]が古代朝鮮語に存在したと考えられることから、朝鮮民族の基層がウラル系民族である可能性が示唆される。また日本の日本海側や東北地方に観察される中舌母音の[ɨ]（いわゆるズーズー弁）についてもウラル語族の音声特徴に由来する可能性がある。

## 生活
ウラル系民族はユーラシア北方の針葉樹林またはツンドラ地帯において狩猟採集とトナカイ遊牧を生業にする民族が多い。マジャール人のように騎馬遊牧を生業とする民族もあった。

## 自称
ウラル系民族（および居住地）の自称として、サーミ、スオミ、サーモッドなどがある。ネネツ人はサーモッド(Saamod)、サーミッド(Saamid)、サーミ(Saami)と呼ばれていたのを、ロシア語風の発音が加わりサモエードとなったとされ、サーミ人（saami)やスオミ(suomi)（フィンランドの自称）などと共通する。これらは共通の語源に遡るものと考えられる。